# Kantipuria
Kantipuria is een geslacht van vlinders uit de familie wespvlinders (Sesiidae), onderfamilie Sesiinae.
Kantipuria is voor het eerst wetenschappelijk beschreven door Gorbunov & Arita in 1999. De typesoort is Kantipuria lyu.

## Soort
Kantipuria omvat de volgende soort:
- Kantipuria lyu Gorbunov & Arita, 1999